# Remy Merckx
Remy Merckx (Perk, 5 oktober 1930 - Mechelen, 16 september 2010) was een Belgisch CVP-politicus.
Hij zetelde in de gemeenteraad van het Vlaams-Brabantse Zemst sedert 1965, om er in 1971 schepen te worden. Na de fusie van gemeenten werd hij terug schepen, nadien burgemeester vanaf 1979. Hij bleef aan het hoofd van de gemeente tot januari 1993.
Beroepshalve was Merckx bedrijfsleider van een kolen- en brandstoffenhandel.